# 鶴の湯温泉 (秋田県)
鶴の湯温泉（つるのゆおんせん）は、秋田県仙北市の乳頭温泉郷内にある温泉である。旅館「鶴の湯温泉」と、その別館である「山の宿」がある。

## 泉質
白湯、黒湯、中の湯、滝の湯の4種類の源泉が存在し、泉質はそれぞれ以下の通りである。
- 白湯:含硫黄-ナトリウム・カルシウム-塩化物・炭酸水素泉（硫化水素型）
- 黒湯:ナトリウム-塩化物・炭酸水素塩泉
- 中の湯:含重曹・食塩硫化水素泉
- 滝の湯:含硫黄-ナトリウム-塩化物・炭酸水素泉

## 温泉街

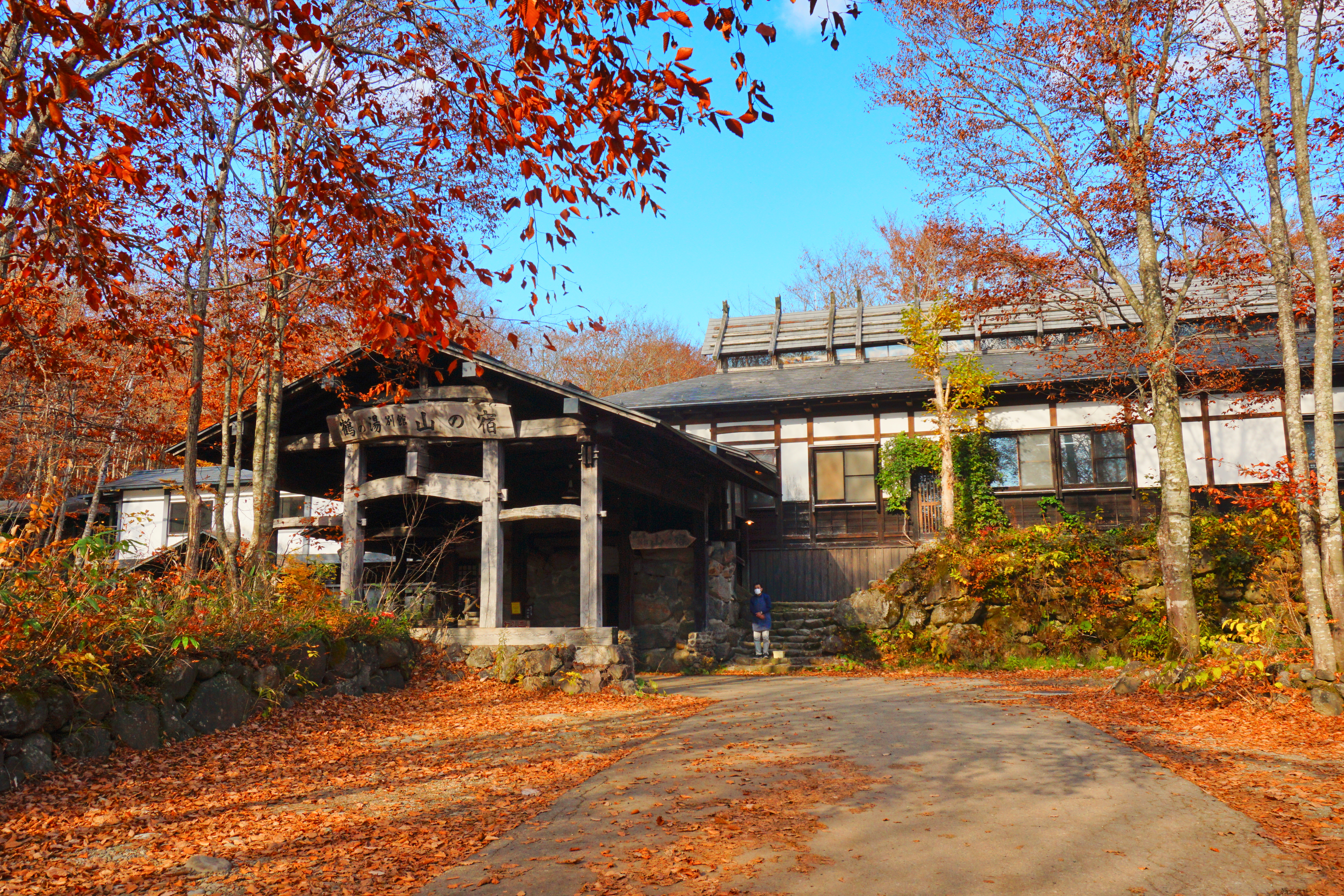
鶴の湯温泉・山の宿

県道から外れて山道を走った先、ブナの原生林に囲まれたなかに、日本秘湯を守る会にも加盟している一軒宿の「鶴の湯温泉」がある。館主の佐藤和志は、同会の副会長を務めている。
建物は、茅葺屋根の本陣が有名で、他の建物も含めて全体が鄙びたイメージで統一されている。
白湯が足元から湧出してくる混浴の露天風呂は、鶴の湯のイメージを代表するものである。またこの露天風呂は乳頭温泉郷を紹介するときにイメージとして多く取り上げられ、さらには秘湯のイメージを代表するものとしても多く取り上げられている。
旅館の手前の林道沿いには、本館から引湯した別館「山の宿」があり、貸切露天風呂を備える。山の宿宿泊者は、本館の温泉も利用できる。日帰り入浴客が訪問する本館とは異なる静かな趣きの宿である。

## 歴史

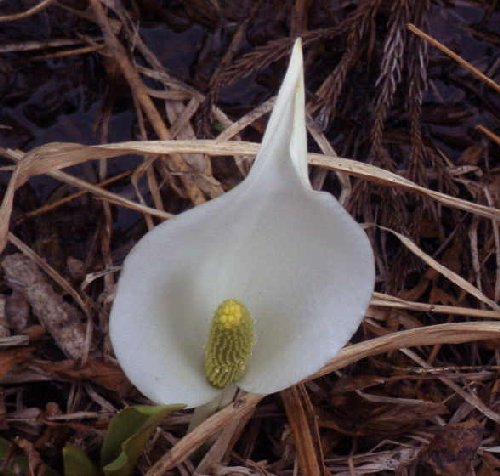
「鶴の湯温泉」敷地内のミズバショウ

鶴の湯温泉は乳頭温泉郷でもっとも古くからある温泉場といわれている。発見は江戸時代とされる。開湯当初は「田沢の湯」と呼ばれた。秋田藩の佐竹義隆も湯治に訪れたことがあり、本陣という建物があるのはその名残である。ただしこの本陣には警護のものが泊まったとされる。この本陣は2010年に登録有形文化財に登録された。
1708年（宝永5年）に鶴が傷を癒している所を勘助というマタギによって発見された。このとき、これに因んで温泉名も「田沢の湯」から「鶴の湯」となった。
一軒宿が開かれたのはその後であり、農閑期の湯治場として営業を続けていた。
1967年（昭和42年）10月19日、乳頭温泉郷の一部として国民保養温泉地に指定。
1980年代に入り、秘湯ブームと共に大きく脚光を浴びるようになった。
2006年（平成18年）2月に、平成18年豪雪の影響で雪崩が発生し、巻き込まれた従業員1名が死亡し、客など16名が負傷した。そのため、冬季中、本陣は臨時休業し、別館のみの営業であったが、同年4月20日から営業を再開した。
2011年（平成23年）3月5日に放送された『嵐にしやがれ』（日本テレビ系列）では、ゲストが秋田県出身・在住の柳葉敏郎ということもあり、当温泉を再現したスタジオセットが作成され、温泉の湯を通常営業では行わない足湯として利用した。

## アクセス
- 公共交通：秋田新幹線田沢湖駅より羽後交通の路線バス「乳頭温泉」行きで約40分、「鶴の湯温泉入口」下車。その後徒歩1.5km

もしくは、同バス「アルパこまくさ」バス停下車。その後送迎（要予約）。
- 車：東北自動車道・盛岡ICより国道46号・国道341号を通り、秋田県道127号駒ケ岳線と秋田県道194号西山生保内線で約60分。車は旅館の前まで進入可。

## 周辺
- 乳頭温泉郷
  - 黒湯温泉
  - 孫六温泉
  - 一本松温泉
  - 蟹場温泉
  - 大釜温泉
  - 妙乃湯温泉